# Đại sứ Trung Quốc tại Việt Nam
Đại sứ Trung Quốc tại Việt Nam là đại diện chính thức của nước Cộng hòa Nhân dân Trung Hoa tại Cộng hòa Xã hội Chủ nghĩa Việt Nam.

## Danh sách đại sứ

### Trước 1945
| Ủy nhiệm ngoại giao | Đại sứ                             | Thủ tướng Trung Hoa Dân Quốc | Lãnh đạo Việt Nam | Kết thúc |
| ------------------- | ---------------------------------- | ---------------------------- | ----------------- | -------- |
| 13 tháng 2 năm 1941 | Lin Jia Min (tiếng Trung: 林珈民)  | Uông Tinh Vệ                 | Bảo Đại           |          |
| 1 tháng 1 năm 1944  | Zhang Yongfu (tiếng Trung: 张永福) | Uông Tinh Vệ                 | Bảo Đại           |          |
| 11 tháng 3 năm 1945 |                                    | Uông Tinh Vệ                 | Bảo Đại           |          |
| 25 tháng 8 năm 1945 |                                    | Trần Công Bác                | Bảo Đại           |          |
| 30 tháng 8 năm 1945 |                                    | Trần Công Bác                | Bảo Đại           |          |

### Sau 1945
| Ủy nhiệm ngoại giao | Đại sứ | Nguyên thủ CHND Trung Hoa | Nguyên thủ Việt Nam | Kết thúc            |
| ------------------- | --- | ------------------------- | ------------------- | ------------------- |
| 2 tháng 9 năm 1945  | Chính phủ Việt Nam Dân chủ Cộng hòa được thành lập. | Chu Ân Lai                | Hồ Chí Minh         |                     |
| 18 tháng 1 năm 1950 | Chính phủ Hà Nội và Bắc Kinh thiết lập quan hệ ngoại giao. Năm 1954, sau Chiến tranh Đông Dương lần thứ nhất, Trung Quốc thành lập Đại sứ quán tại Hà Nội. | Chu Ân Lai                | Hồ Chí Minh         |                     |
| 9 tháng 11 năm 1954 | Luo Guibo (tiếng Trung: 罗贵波) | Chu Ân Lai                | Hồ Chí Minh         | 1 tháng 9 năm 1957  |
| 1 tháng 1 năm 1958  | He Wei (tiếng Trung: 何伟) | Chu Ân Lai                | Phạm Văn Đồng       | 1 tháng 4 năm 1962  |
| 1 tháng 4 năm 1962  | Zhu Qiwen (tiếng Trung: 朱其文) | Chu Ân Lai                | Phạm Văn Đồng       | 1 tháng 5 năm 1969  |
| 1 tháng 6 năm 1969  | Wang Youping (tiếng Trung: 王幼平) | Chu Ân Lai                | Phạm Văn Đồng       | 1 tháng 8 năm 1974  |
| 1 tháng 9 năm 1974  | Fu Hao (diplomat) (tiếng Trung: 符浩) | Chu Ân Lai                | Phạm Văn Đồng       | 1 tháng 4 năm 1977  |
| 1 tháng 9 năm 1977  | Chen Zhifang (tiếng Trung: 陈志方) | Hoa Quốc Phong            | Phạm Văn Đồng       | 1 tháng 6 năm 1978  |
| 1 tháng 12 năm 1978 | Yang Gongsu (tiếng Trung: 杨公素) | Hoa Quốc Phong            | Phạm Văn Đồng       | 1 tháng 5 năm 1980  |
| 17 tháng 2 năm 1979 | Chiến tranh biên giới phía Bắc | Hoa Quốc Phong            | Phạm Văn Đồng       | 16 tháng 3 năm 1979 |
| 1 tháng 12 năm 1980 | Qiu Lixing (tiếng Trung: 邱力行) | Triệu Tử Dương            | Phạm Văn Đồng       | 1 tháng 8 năm 1985  |
| 1 tháng 9 năm 1985  | Li Shichun (tiếng Trung: 李世淳) | Triệu Tử Dương            | Phạm Văn Đồng       | 1 tháng 4 năm 1989  |
| 1 tháng 12 năm 1988 | Zhang Dewei (tiếng Trung: 张德维) | Lý Bằng                   | Võ Văn Kiệt         | 1 tháng 2 năm 1993  |
| 1 tháng 12 năm 1992 | Zhang Qing (tiếng Trung: 张青 (外交官)) | Lý Bằng                   | Võ Văn Kiệt         | 1 tháng 12 năm 1995 |
| 1 tháng 12 năm 1995 | Lý Gia Trung (tiếng Trung: 李家忠) | Lý Bằng                   | Võ Văn Kiệt         | 1 tháng 7 năm 2000  |
| 1 tháng 7 năm 2000  | Tề Kiến Quốc (tiếng Trung: 齐建国) | Chu Dung Cơ               | Phan Văn Khải       | 1 tháng 2 năm 2006  |
| 1 tháng 3 năm 2006  | Hồ Càn Văn (tiếng Trung: 胡乾文) | Ôn Gia Bảo                | Nguyễn Tấn Dũng     | 1 tháng 11 năm 2008 |
| 1 tháng 11 năm 2008 | Tôn Quốc Tường (tiếng Trung: 孙国祥) | Ôn Gia Bảo                | Nguyễn Tấn Dũng     | 1 tháng 9 năm 2011  |
| 1 tháng 9 năm 2011  | Khổng Huyễn Hựu (tiếng Trung: 孔铉佑) | Ôn Gia Bảo                | Nguyễn Tấn Dũng     | 1 tháng 5 năm 2014  |
| 1 tháng 5 năm 2014  | Hồng Tiểu Dũng (tiếng Trung: 洪小勇) | Tập Cận Bình              | Nguyễn Tấn Dũng     | Tháng 11 năm 2018   |
| Tháng 11 năm 2018   | Hùng Ba (tiếng Trung: 熊波) | Tập Cận Bình              | Nguyễn Xuân Phúc    |                     |

### Việt Nam Cộng hòa
| Ủy nhiệm ngoại giao  | Đại sứ                               | Nội dung                                                                                              | Nguyên thủ Trung Hoa Dân Quốc | Nguyên thủ của Việt Nam | Kết thúc            |
| -------------------- | ------------------------------------ | --- | ----------------------------- | ----------------------- | ------------------- |
| 26 tháng 10 năm 1955 |                                      | Việt Nam Cộng hòa ra đời.                                                                             | Du Hồng Quân                  | Ngô Đình Diệm           |                     |
| 1 tháng 12 năm 1956  | Yuan Zijian (tiếng Trung: 袁子健)    | Tổng lãnh sự quán Trung Hoa Dân Quốc tại Sài Gòn được nâng cấp thành cơ quan đại diện.                | Du Hồng Quân                  | Ngô Đình Diệm           | 1 tháng 7 năm 1958  |
| 1 tháng 1 năm 1957   |                                      | Phái đoàn Đài Loan tại Sài Gòn được nâng cấp thành tòa đại sứ, công sứ Yuan Zijian được thăng đại sứ. | Du Hồng Quân                  | Ngô Đình Diệm           |                     |
| 1 tháng 7 năm 1958   | Yuan Zijian (tiếng Trung: 袁子健)    | | Trần Thành                    | Ngô Đình Diệm           | 1 tháng 10 năm 1964 |
| 1 tháng 10 năm 1964  | Hu Lien (tiếng Trung: 胡琏)          | Một quả bom được đặt trong đại sứ quán Trung Quốc tại Sài Gòn.                                        | Nghiêm Gia Cam                | Phan Khắc Sửu           | 1 tháng 12 năm 1972 |
| 1 tháng 10 năm 1964  | Tchen Heou-jou (tiếng Trung: 陳厚儒) | Đại biện lâm thời.                                                                                    | Nghiêm Gia Cam                | Phan Khắc Sửu           | 1 tháng 1 năm 1966  |
| 1 tháng 12 năm 1972  | Hsu Shao-chang (tiếng Trung: 许绍昌) | | Tưởng Kinh Quốc               | Phan Khắc Sửu           | 1 tháng 4 năm 1975  |
| 1 tháng 5 năm 1973   | Wang Ruojie (tiếng Trung: 王若杰)    | | Zhou Enlai                    | Phạm Văn Đồng           | 1 tháng 11 năm 1976 |
| 30 tháng 4 năm 1975  |                                      | Sài Gòn thất thủ Đại sứ quán Đài Loan bị đóng cửa.                                                    | Tưởng Kinh Quốc               | Nguyễn Hữu Thọ          |                     |